# كفر يحمول
كفر يحمول قرية في منطقة إدلب في محافظة إدلب في سورية. يوجد في المنطقة مجمع لأصناف الزيتون يعود لمركز بحوث الزيتون في إدلب.
تشتهر بانتشار العديد من المدافن القديمة العائدة لمراحل زمنية مختلفة بدءاً بالعهود الامورية مروراً بالعهد المسيحي إلى زمن الحضارة الإسلامية حيث بقيت القرية مأهولة بشكل متقطع على مر العصور والأزمنة وقد عثر على قرية تحت هذه المنازل المأهولة الآن.